# Золотий леопард

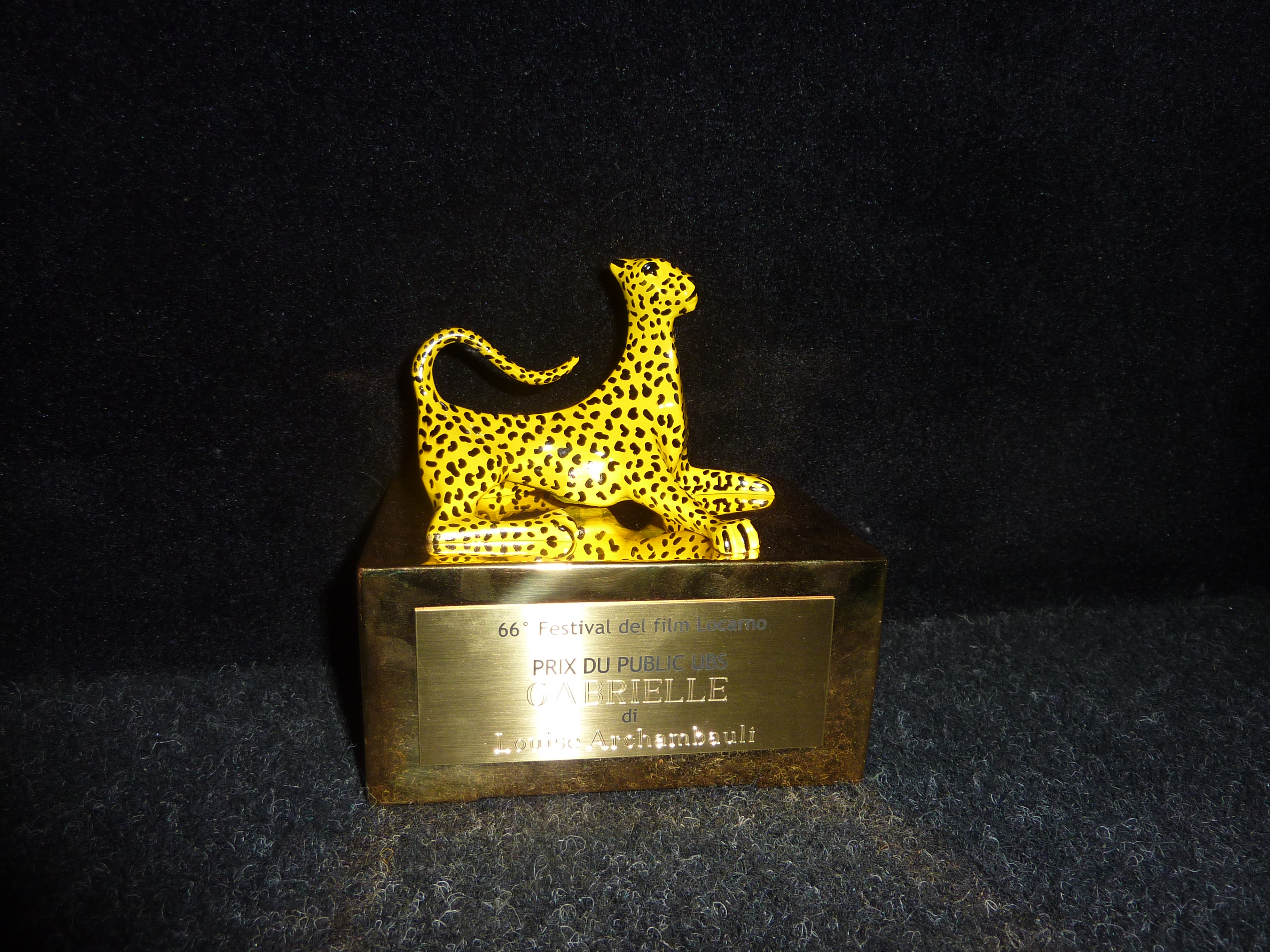
Золотий леопард Локарнського кінофестивалю

Золотий леопард (італ. Golden Leopard) — головний приз Міжнародного кінофестивалю у Локарно, що проводиться щорічно в місті Локарно (Швейцарія) з 1946 року. Нагородження фільмів-переможців за результати роботи журі проводиться на церемонії закриття кінофестивалю.
З часу заснування кінофестивалю нагорода змінила кілька назв, поки у 1968 році не отримала ім'я Золотий леопард. Фестиваль не відбувся у 1951 та 1956 роках, та премія не була присуджена у 1982 році. До 2015 року лише два кінорежисери — Рене Клер та Іржі Трнка, — вибороли нагороду двічі, і обидва перемагали по два роки поспіль.

## Переможці
У перші два фестивальні роки премія була відома як Найкращий фільм. Потім протягом кількох років нагорода вручалася як Гран-прі. У 1959 приз було присуджено за Найкращу режисуру. Згодом деякий час нагорода мала назву «Золотий парус». З 1968-го дотепер — «Золотий леопард».
| Рік  | Фільм                                    | Оригінальна назва                                              | Режисер                    | Країна                            |
| ---- | ---------------------------------------- | -------------------------------------------------------------- | -------------------------- | --------------------------------- |
| 1946 | І не залишилося нікого                   | And Then There Were None                                       | Рене Клер                  | США                               |
| 1947 | Мовчання — золото                        | Le silence est d'or                                            | Рене Клер                  | Франція                           |
| 1948 | Німеччина, рік нульовий                  | Germania, anno zero                                            | Роберто Росселліні         | Італія Франція Німеччина          |
| 1949 | Ферма семи гріхів                        | La ferme des sept péchés                                       | Жан Девевр                 | Франція                           |
| 1950 | Коли Віллі марширує додому               | When Willie Comes Marching Home                                | Джон Форд                  | США                               |
| 1951 | Фестиваль не проводився                  | Фестиваль не проводився                                        | Фестиваль не проводився    | Фестиваль не проводився           |
| 1952 | Переслідуваний                           | Hunted                                                         | Чарльз Крайтон             | Велика Британія                   |
| 1953 | Юлій Цезар                               | Julius Caesar                                                  | Девід Бредлі               | США                               |
| 1953 | Композитор Глінка                        | Композитор Глинка                                              | Григорій Александров       | СРСР                              |
| 1953 | Скляна стіна                             | The Glass Wall                                                 | Максвел Шейн               | США                               |
| 1954 | Принц Баяя                               | Bajaja                                                         | Іржі Трнка                 | Чехословаччина                    |
| 1954 | Брама пекла                              | 地獄門 / Jigokumon                                             | Тейноске Кінугаса          | Японія                            |
| 1954 | Баран з п'ятьма ногами                   | Le mouton à cinq pattes                                        | Анрі Верней                | Франція США                       |
| 1954 | Дикий фрукт                              | Les fruits sauvages                                            | Ерве Бромбергер            | Франція                           |
| 1954 | Ротація                                  | Rotation                                                       | Вольфганг Штаудте          | НДР                               |
| 1955 | Кармен Джонс                             | Carmen Jones                                                   | Отто Премінґер             | США                               |
| 1955 | Соловей імператора                       | Cisaruv slavík                                                 | Іржі Трнка, Мілош Маковец  | Чехословаччина                    |
| 1956 | Фестиваль не проводився                  | Фестиваль не проводився                                        | Фестиваль не проводився    | Фестиваль не проводився           |
| 1957 | Крик                                     | Il grido                                                       | Мікеланджело Антоніоні     | Італія США                        |
| 1958 | Будинок №10 на Північній вулиці Фредерік | Ten North Frederick                                            | Філіп Данн                 | США                               |
| 1959 | Поцілунок вбивці                         | Killer's Kiss                                                  | Стенлі Кубрик              | США                               |
| 1960 | Красунчик Антоніо                        | Il bell'Antonio                                                | Мауро Болоньїні            | Італія                            |
| 1961 | Польові вогні                            | 野火 / Nobi                                                    | Кон Ітікава                | Японія                            |
| 1962 | Таке велике серце                        | Un coeur gros comme ça                                         | Франсуа Рейшенбах          | Франція                           |
| 1963 | Ешелон з раю                             | Transport z ráje                                               | Збинек Бриніх              | Чехословаччина                    |
| 1964 | Чорний Петро                             | Černý Petr                                                     | Мілош Форман               | Чехословаччина                    |
| 1965 | Уранці вчотирьох                         | Four in the Morning                                            | Ентоні Сіммонс             | Велика Британія                   |
| 1966 | Сміливість на кожен день                 | Každý den odvahu                                               | Евальд Шорм                | Чехословаччина                    |
| 1967 | Зачарована земля                         | Terra em Transe                                                | Глаубер Роша               | Бразилія                          |
| 1968 | Провидці                                 | I visionari                                                    | Мауріціо Понці             | Італія                            |
| 1969 | Шарль живий чи мертвий                   | Charles mort ou vif                                            | Ален Таннер                | Швейцарія                         |
| 1969 | Очкарики                                 | Szemüvegesek                                                   | Шандор Шимо                | Угорщина                          |
| 1969 | Три сумні тигри                          | Tres tristes tigres                                            | Рауль Руїс                 | Чилі                              |
| 1969 | У вогні броду немає                      | В огне брода нет                                               | Гліб Панфілов              | СРСР                              |
| 1970 | Кінець шляху                             | End of the Road                                                | Арам Авакян                | США                               |
| 1970 | Ліліка                                   | Лилика                                                         | Бранко Плеша               | СФРЮ                              |
| 1970 | Тлінність людського життя                | 無常 / Mujo                                                    | Акіо Дзіссодзі             | Японія                            |
| 1970 | О, сонце                                 | Soleil O                                                       | Мед Гондо                  | Франція Мавританія                |
| 1971 | Вони змінили обличчя                     | Hanno cambiato faccia                                          | Коррадо Фаріна             | Італія                            |
| 1971 | Смертне ложе                             | In punto di morte                                              | Маріо Гарріба              | Італія                            |
| 1971 | Друзі                                    | Les amis                                                       | Жерар Блен                 | Франція                           |
| 1971 | Приватна дорога                          | Private Road                                                   | Барні Платтс-Міллс         | Велика Британія                   |
| 1971 | Знаки на дорозі                          | Znaki na drodze                                                | Анджей Піотровський        | Польща                            |
| 1972 | Безрадісні миті                          | Bleak Moments                                                  | Майк Лі                    | Велика Британія                   |
| 1973 | Ілюмінація                               | Iluminacja                                                     | Кшиштоф Зануссі            | Польща                            |
| 1974 | Вулиця Пожежників, 25                    | Tüzoltó utca 25.                                               | Іштван Сабо                | Угорщина                          |
| 1975 | Син еміра мертвий                        | Le fils d'Amr est mort                                         | Жан-Жак Андріє             | Бельгія Франція Туніс             |
| 1976 | Велика ніч                               | Le grand soir                                                  | Франсуа Рессер             | Швейцарія                         |
| 1977 | Антоніо Грамші: Дні в'язниці             | Antonio Gramsci: i giorni del carcere                          | Ліно дель Фра              | Італія                            |
| 1978 | Ледарі родючої долини                    | I tembelides tis eforis koiladas                               | Нікос Панайотопулос        | Греція                            |
| 1979 | Стадо                                    | Sürü                                                           | Зекі Йоктен та Їлмаз Ґюней | Туреччина                         |
| 1980 | Прокляті, я вас люблю                    | Maledetti vi amerò                                             | Марко Тулліо Джордана      | Італія                            |
| 1981 | Чакра                                    | Chakra                                                         | Рабіндра Дхармарадж        | Індія                             |
| 1982 | Нагорода не присуджена                   | Нагорода не присуджена                                         | Нагорода не присуджена     | Нагорода не присуджена            |
| 1983 | Дай, король, солдата!                    | Adj király katonát                                             | Паль Ердешш                | Угорщина                          |
| 1984 | Дивніше, ніж в раю                       | Stranger Than Paradise                                         | Джим Джармуш               | США НДР                           |
| 1985 | Гірські вогні                            | Höhenfeuer                                                     | Фреді М. Мюрер             | Швейцарія                         |
| 1986 | Боденське озеро                          | Jezioro Bodenskie                                              | Януш Заорський             | Польща                            |
| 1987 | Бобо                                     | O Bobo                                                         | Хозе Альваро Морайс        | Португалія                        |
| 1988 | Далекі голоси — застиглі життя           | Distant Voices, Still Lives                                    | Теренс Девіс               | Велика Британія                   |
| 1988 | Метелики                                 | Schmetterlinge                                                 | Вольфганг Беккер           | НДР                               |
| 1989 | Чому Бодхідхарма пішов на схід?          | 달마가 동쪽으로 간 까닭은? / Dharmaga tongjoguro kan kkadalgun | Пе Йонгюн                  | Південна Корея                    |
| 1990 | Випадковий вальс                         | Случайный вальс                                                | Світлана Проскуріна        | СРСР                              |
| 1991 | Джонні Замша                             | Johnny Suede                                                   | Том Дічілло                | Франція США Швейцарія             |
| 1992 | Місяць                                   | 秋月 / Qiu yue                                                 | Клара Лоу                  | Гонконг Японія                    |
| 1993 | Місце на сірому трикутному капелюсі      | Место на серой треуголке                                       | Єрмек Шинарбаєв            | Казахстан                         |
| 1994 | Кхомрех                                  | Khomreh                                                        | Ібрагім Форузеш            | Іран                              |
| 1995 | Спиця                                    | Raï                                                            | Тома Жилу                  | Франція                           |
| 1996 | Ненетт і Боні                            | Nénette et Boni                                                | Клер Дені                  | Франція                           |
| 1997 | Дзеркало                                 | Ayneh                                                          | Джафар Панагі              | Іран                              |
| 1998 | Пан Чжао                                 | Zhao xiansheng                                                 | Лу Ює                      | КНР Гонконг                       |
| 1999 | Шкура людини, серце звіра                | Peau d'homme, cœur de bête                                     | Елен Енджел                | Франція                           |
| 2000 | Батько                                   | Baba                                                           | Ван Шо                     | КНР                               |
| 2001 | У революцію на двох конях                | Alla rivoluzione sulla due cavalli                             | Мауріціо Ск'ярра           | Італія                            |
| 2002 | Бажання                                  | Das Verlangen                                                  | Ян Ділті                   | Німеччина                         |
| 2003 | Тихі води                                | Khamosh Pani                                                   | Сабіха Сумар               | Пакистан Франція Німеччина        |
| 2004 | Рядовий                                  | Private                                                        | Саверіо Костанцо           | Італія                            |
| 2005 | Дев'ять життів                           | Nine Lives                                                     | Родріго Гарсія             | США                               |
| 2006 | Дівчина                                  | Das Fräulein                                                   | Андреа Стака               | Швейцарія Німеччина               |
| 2007 | Відродження                              | Ai no yokan                                                    | Масахіро Кобаясі           | Японія                            |
| 2008 | Паркова вулиця                           | Parque vía                                                     | Енріке Ріверо              | Мексика                           |
| 2009 | Вона, китаянка                           | She, a Chinese                                                 | Го Сяолу                   | Велика Британія Франція Німеччина |
| 2010 | Зимові канікули                          | Han jia                                                        | Лі Хунці                   | КНР                               |
| 2011 | Відкрити вікна і двері                   | Abrir puertas y ventanas                                       | Мілагрос Мументалер        | Аргентина Швейцарія Нідерланди    |
| 2012 | Дівчина нізвідки                         | La fille de nulle part                                         | Жан-Клод Бріссо            | Франція                           |
| 2013 | Історія моєї смерті                      | Història de la meva mort                                       | Альберт Серра              | Іспанія Франція                   |
| 2014 | З того, що раніше                        | Mula sa Kung Ano ang Noon                                      | Лав Діас                   | Філіппіни                         |
| 2015 | Прямо зараз, а не потім                  | 지금은맞고그때는틀리다                                         | Хон Сан Су                 | Південна Корея                    |
| 2016 | Безбожниця                               | Безбог                                                         | Раліца Петрова             | Болгарія Данія Франція            |